# Flugplatz Vitry-en-Artois

i7
i11
i13
Das Aérodrome de Vitry-en-Artois (ICAO-Code: LFQS) ist ein Flugplatz der Allgemeinen Luftfahrt. Er liegt in der Region Hauts-de-France im Département Pas-de-Calais auf dem Gebiet von Vitry-en-Artois etwa zwei Kilometer nordöstlich des Ortes. Der Flugplatz wurde während des Zweiten Weltkriegs als Militärflugplatz genutzt.

## Geschichte
Der Flugplatz existierte bereits vor Beginn des Ersten Weltkriegs im Zusammenhang mit der auf dem nahegelegenen Flugplatz Douai-Brayelle der Firma Breguet. Während des Ersten Weltkriegs war es ein Stützpunkt der deutschen Fliegertruppe, und namhafte Flieger-Asse wie Immelmann und Richthofen waren hier stationiert.
Im Verlauf des Westfeldzugs der deutschen Wehrmacht wurde Vitry im Zweiten Weltkrieg Einsatzplatz deutscher Bf 109E Jäger. Hier lagen ab Ende Mai und im ersten Junidrittel 1940 zunächst die I. Gruppe des Jagdgeschwaders 54 (I./JG 54) und die II. Gruppe des Jagdgeschwaders 51 (II./JG 51).
Während der sich anschließenden Luftschlacht um England wurde der Flugplatz eine Bomber-Basis. Die I. Gruppe des Kampfgeschwaders 53 (I./KG53) lag hier mit ihren He 111 von Mitte Juni 1940 bis kurz vor Beginn des Überfalls auf die Sowjetunion Mitte Juni 1941.
Der Flugplatz wurde durch die deutschen Besatzungstruppen ausgebaut und nach eineinhalb Jahren relativer Ruhe wurde Vitry Anfang Januar 1943 erneut eine Jägerbasis. Zunächst war hier bis Ende Juli 1943 die mit Fw 190A und Bf 109G ausgerüstete II. Gruppe des Jagdgeschwaders 26 (II./JG 26) stationiert. Ihr folgte Anfang August die II. Gruppe des Jagdgeschwaders 2 (II./JG 2). Sie flog ausschließlich die Fw 190A und blieb hier bis Ende September 1943.
In der zweiten Hälfte des Januars 1944 wurde Vitry für zwei Wochen Stützpunkt der V. Gruppe des Kampfgeschwaders 2 (V./KG 2), die mit der Me 410A/U ausgerüstet war. Der letzte hier liegende Luftwaffenverband war schließlich im letzten Drittel des August 1944 die I. Gruppe des JG 26 (I./JG 26) auf Fw 190.
Nach Befreiung der Gegend durch die Alliierten First Canadian Army Ende August 1944 wurde der durch alliierte Bombenangriffe und Sprengungen der abrückenden Wehrmacht notdürftig durch die United States Army instand gesetzt. Anfang September wurde Advanced Landing Ground ALG B-50, so seine alliierte Codebezeichnung, für zwei Wochen Standort der 184 Squadron der britischen Royal Air Force, die mit Typhoon IB-Jagdbombern ausgerüstet war. Zwischen Mitte September und Mitte Oktober war Vitry anschließend Einsatzbasis der mit P-47-Jagdbombern ausgerüsteten 358th Fighter Group der Ninth Air Force der United States Army Air Forces (USAAF).
Danach wurde der Platz Basis des 137. Wings der RAF, einem Bombergeschwader, dessen anfangs vier Staffeln mit Mitchell II (226. Squadron) bzw. Boston III/IV (88. und 107. Squadron) ausgerüstet waren. Vitry war der erste Flugplatz der freien französischen Luftstreitkräfte im befreiten Frankreich. Deren Bombergruppe „Lorraine“ war hier als Teil des 137. Geschwaders als 342. Squadron stationiert. Die ab Mitte November 1944 noch drei Staffeln, die 107. Staffel war zu diesem Zeitpunkt verlegt worden, lagen hier bis April 1945.
Während der Operation Varsity diente er im März 1945 auch alliierten Transportflugzeugen und nach Kriegsende lagen hier auch zwischen Ende Mai und Ende Juli 1945 noch A-26-Bomber der USAAF. Sie gehörten 391st Bombardment Group. Der Flugplatz wurde im Dezember 1945 an Frankreich zurückgegeben.
Das französische Militär hatte keine Verwendung für den alten Flugplatz, dessen unbefestigte Flächen landwirtschaftlich genutzt wurden. Später wurden die befestigten Rollbahnen abgetragen und das frühere Flugplatz-Areal konnte komplett landwirtschaftlich genutzt werden.
Der heutige Flugplatz entstand südlich des früheren Militärflugplatzes, Reste der früheren Start- und Landebahnen und einiger Rollwege sind jedoch noch heute sichtbar.